# Концепция гандикапа

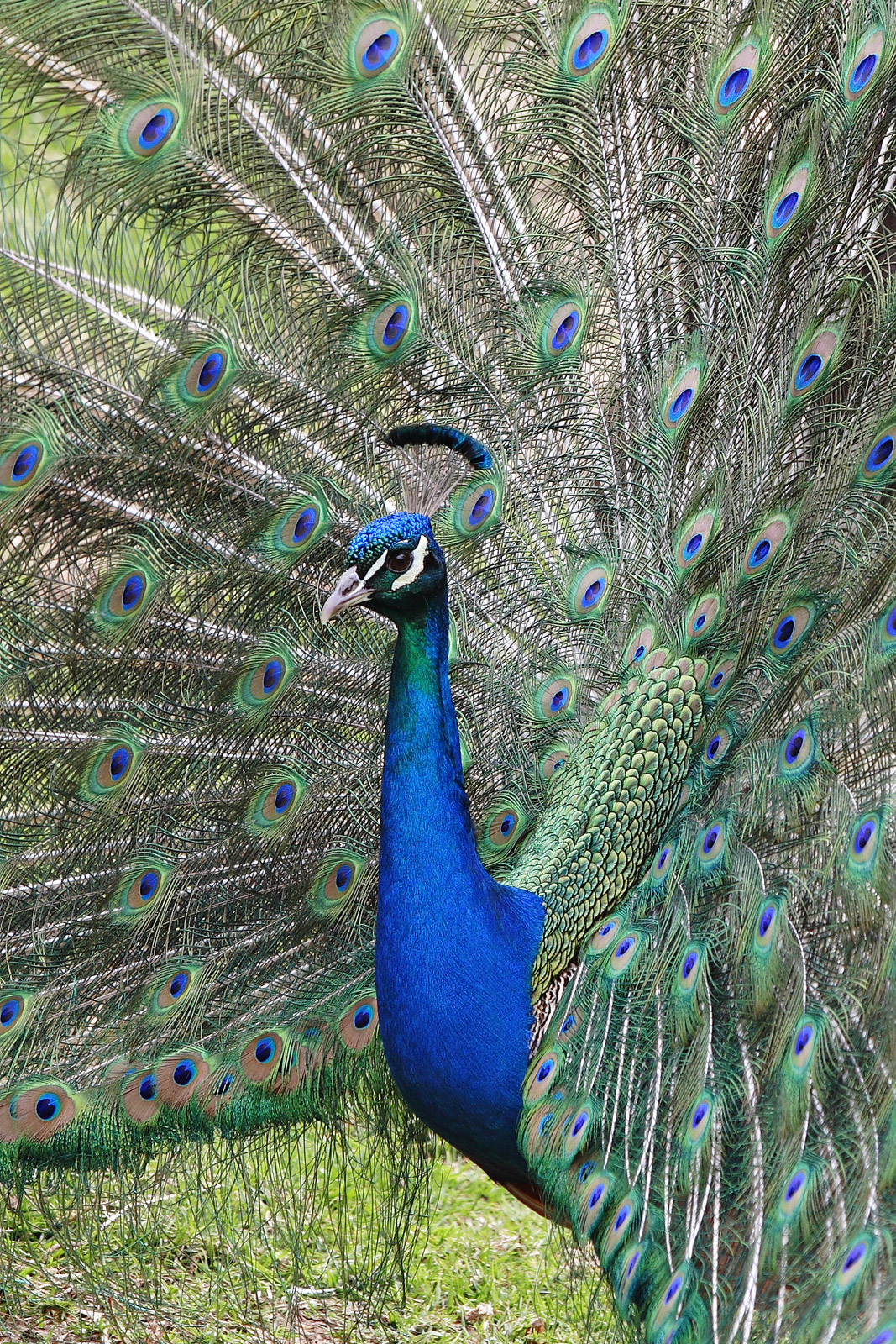
Самец павлина с раскрытым хвостом

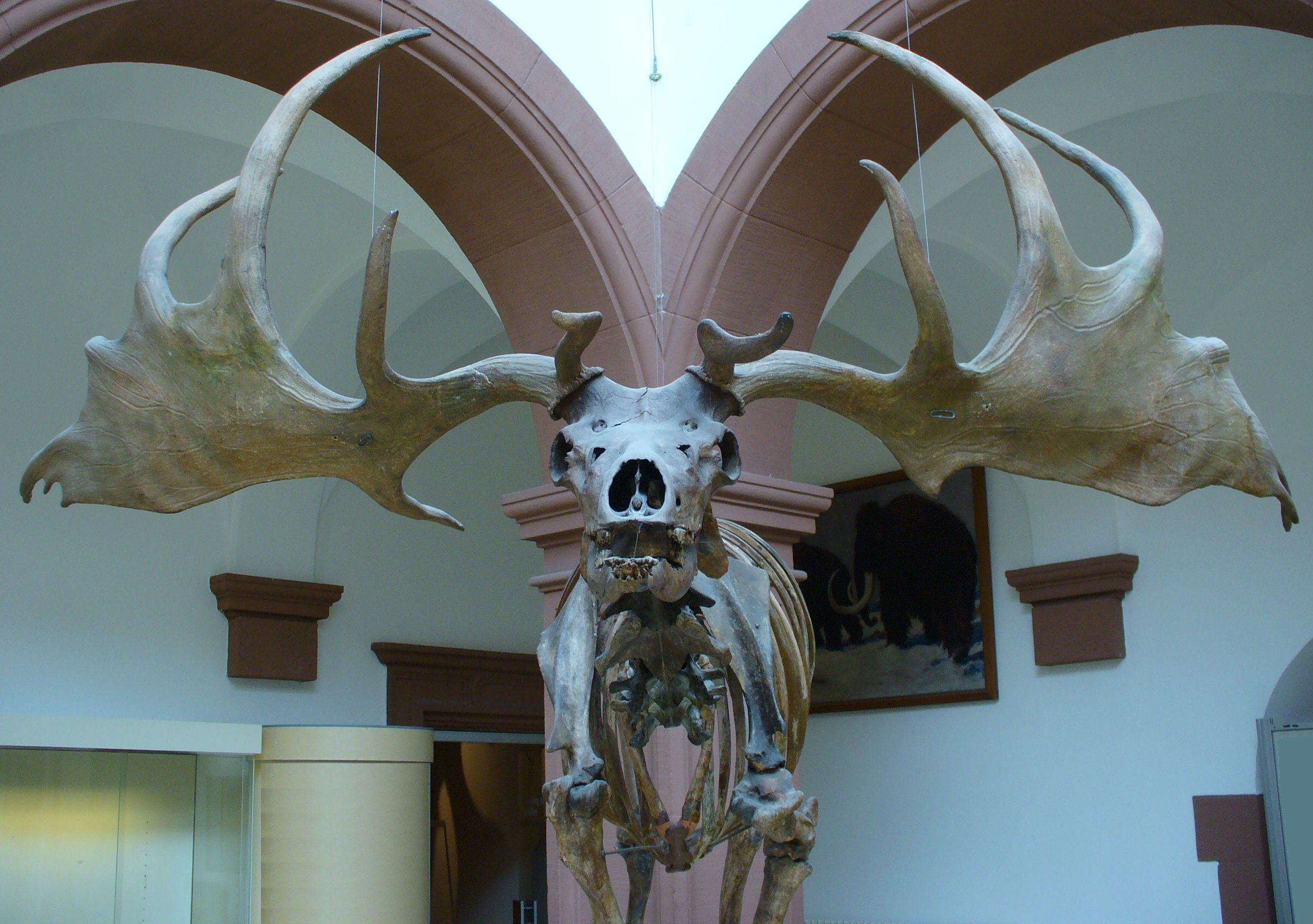
Большие рога могут быть признаком, вредным для выживаемости

Концепция гандикапа (англ. handicap) — гипотеза, согласно которой информацию о качестве генома самца могут нести вредные для выживаемости особи признаки. Её сформулировал Амоц Захави (англ. Amotz Zahavi) в 1975 году.
Так, размер хвоста павлина является мерой качества его генома, поскольку с длинным хвостом сложно улетать от хищников, и только очень высоко приспособленный самец (с хорошими генами) сможет с большим хвостом дожить до момента размножения. Точно так же яркая окраска оперения и громкие песни самцов птиц делают их более заметными для хищников.

## Критика
Ричард Докинз в первом издании книги «Эгоистичный ген» указывал на фундаментальное противоречие концепции гандикапа:
Пока что все идет хорошо. Но теперь следует перейти к той части теории Захави, которую буквально невозможно проглотить. Он полагает, что хвосты райских птиц и павлинов, огромные рога оленей и другие признаки, подверженные половому отбору, которые всегда казались парадоксальными, поскольку они создают очевидные помехи своим обладателям, возникли в процессе эволюции именно потому, что они создают помехи. Самец с длинным и громоздким хвостом демонстрирует самкам своё мужество, доказывая это тем, что несмотря на такой хвост, он выжил.

Я не верю в эту теорию, хотя мой скептицизм сильно поуменьшился с тех пор, как я услышал о ней впервые. Как я указывал в то время, из неё должна логически вытекать эволюция одноногих и одноглазых самцов.
Но во втором издании Докинз существенно смягчается:
В первом издании я писал: «Я не верю в эту теорию, хотя я далеко не так уверен в правомерности своего скептицизма, как тогда, когда услышал о ней впервые». Я рад, что написал «хотя», потому что теперь теория Захави кажется мне гораздо более правдоподобной, чем в то время, когда я высказывал это мнение. Несколько уважаемых теоретиков стали недавно относиться к ней серьезно, в том числе мой коллега Ален Грейфен, который, как уже отмечалось в печати ранее, «обладает весьма досадным качеством всегда оказываться правым». Он построил на основании высказываний Захави математическую модель и утверждает, что она работает. И что это не какая-то фантастическая, понятная лишь посвященным пародия на Захави, подобная тем, которыми забавлялись другие, а непосредственное математическое воплощение самой идеи Захави. 

## Другие мнения
По мнению некоторых исследователей, явление гандикапа у определённых видов, скорее всего, есть не более чем допустимая эволюцией вредная мутация, которая не сильно влияет на существование вида в целом. Можно предположить, что гандикап характерен только для видов с высокой репродуктивностью, как у пернатых или рыб. Гандикапы приемлемы с точки зрения эволюции, в случаях, когда вид довольно прочно занимает свою нишу.
Ричард Докинз в книге «Эгоистичный ген» писал:
В сообществе, где самцы конкурируют друг с другом за то, чтобы самки выбирали их как носителей мужских доблестей, лучшее, что самка может сделать для своих генов, это родить сына, который в свою очередь станет привлекательным самцом. Если она сможет добиться того, чтобы её сын стал одним из тех немногих удачливых индивидуумов, на долю которых выпадает большая часть копуляций в том сообществе, где они выросли, то у неё будет огромное число внуков. Результат всего этого сводится к тому, что одно из самых желательных качеств самца в глазах самки — это попросту сексуальная привлекательность.
Гандикап практически не встречается у кошачьих, за исключением прайдовых львов. Некоторые ягуары (пантеры), имеющие чёрный окрас, имеют мало шансов на выживание в природе, равно как и белый тигр. Гандикап отсутствует там, где цена выживаемости вида слишком высока. Ещё более вероятно, что и сам гандикап не является преимуществом в половом отборе.
Согласно теории Амоц Захави, наличие уязвимости доказывает живучесть особи, а следовательно и привлекательность для самки. Правда, не учитывается тот факт, что, вероятнее всего, гандикап доказывает только наличие компенсаторной функции. Раз в природе существует относительный баланс, то и в случае с каким-либо недостатком особь награждается компенсаторной особенностью. Таковой особенностью может являться сверхактивность самца. Если провести наблюдение за пернатыми в момент ухаживания, то заметно, что самка абсолютно индифферентна не только к гандикапу самца, но и к самому самцу. Ключевым фактором является не его внешность, а его настойчивость. В конечном счёте право на спаривание в удачный момент получает не самый яркий самец, а самый настойчивый. А таковым, как правило, является самый яркий. Доказано, что уровень тестостерона петуха прямо пропорционален степени яркости его гребня. Чем значительнее гандикап, тем большей компенсацией обладает данная особь.
Выигрывая борьбу за самку за счёт настойчивости, гандикапным самцам удаётся передать свои гены, чего не могло бы произойти в тех видах, где уязвимость крайне вредна. Гандикапным самцам из видов с низкой репродуктивностью не удаётся дожить до половозрелого возраста. Именно этим может объясняться различная степень диморфизма у видов.